# Искрен Пецов
Искрен Петров Пецов, по-известен само като Искрен Пецов, е български поп певец.

## Биография
Роден е в град Русе в семейство на учители. Баща му, Петър Николов Пецов, е един от най-известните психолози в България, професор, доктор на науките, ректор на Югозападния университет, бивш министър на образованието. От 1973 г. живее в София. От 1974 до 1981 г. играе в театъра на „Двореца на пионерите“ в София. Завършва 9-а френска езикова гимназия „Алфонс дьо Ламартин“ през 1982 г. Кандидатства във ВИТИЗ същата година. През 1990 г. завършва ВИИ „Карл Маркс“ – София.
През 1988 г. започва да записва за Националното радио и Балкантон. Има записани над 80 песни и снимани над 40 видеоклипа. От 1991 до 1999 г. е солист на „Ансамбъл на строителни войски“ (АСВ). Има над 1500 концерта. От 1993 до 1999 г. работи в Дарик радио като водещ и продуцент. Първите му хитове „Изпращане“ „Анна“ „Бетина реге“, звучат в ефира на предаването „Казино 13“ по Дарик радио през 1993 година, както и в програмите на БНР. Водещ е и в Канал 1 на БНТ, Нова телевизия и 7 дни. Автор е на над 70 песни, музика, текст и аранжименти.
Има студио „ivoxstudio“. Записва освен песни и много рекламни спотове за различни марки.
През 1996 г. основава група „Латинопартизани“ с членове: Искрен Пецов – китара и вокал, Георги Станков – бас, Николай Копринков – китара, Цветан Георгиев – ударни, Калин Петров – кийборд. Искрен и групата имат над 30 турнета с Водка 5, Програма Редукция, водка Градус, Булгартабак, Воден съвет. От 2004 до 2008 е водещ на бирфеста на бира ММ и Леденика, в над 30 града. Има много награди от конкурси и фестивали.
Кара кайт-сърф и ски.
Един от най-известните нудисти в България.
Има брат Свежин Пецов, починал през 1989 г.

## Дискография

### Студийни албуми
- Анна (1995)
- Кайман (1999)
- Нощни мечти (2002)
- The Best 1996-2006 (2006)
- iскрен (2012)
- Искрен Пецов и приятели (2021)
- Искрен Пецов Латинопартизани Най-доброто/2023/Винил

### Компилации
- The Best 1996-2006 (2006)

### Други песни
1. Акварел (1988)
2. Завърни се, приятелю (1989)
3. Изпращане (1992)
4. Насън, наяве (1998)
5. Дневникът (2006)
6. Обичам те, мразя те (2012)
7. Среща в дъжда (дует с Тони Димитрова) (2015)
8. Бомба е (2015)

## Награди
- Микеле Меркури – 1991 г. – 2-ро място за изпълнител
- „Златният Орфей“ – 1993 г. – 1-ва награда за песен на Деян Неделчев – „Обич блян“
- Поп-топ на Канал 1 – 1993 г. – награда на публиката
- Наградата на комплекс Албена на медийния фестивал за жива група – 2003 г.
- „Бургас и морето“ – 2007 г. – 2-ро място за песен на Александър Бръзицов – „Докато кажеш ах…“
- „Златния арлекин“ – Плевен – 2008 г. – първа награда
- Певец на годината 2021-Наградите на Евгени Минчев
- Награда за първи латино албум на винил/2024/

## Филмография

### Дублаж
1. „Лате и магическият воден камък“ (2017) – Крал Банту, 2023[2][3]
2. „Алберт“ (2015) – Рапало – кралят на крадците, 2023[4]
3. „Пътешествие до луната“ (2021) – Господин Зумземан[5]
4. „Двама приятели и язовец“ (2015) – Язовеца, 2023